# 낙인

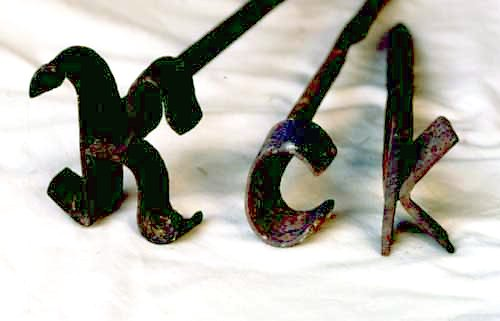

낙인(烙印, 문화어: 락인, 영어: Livestock branding)은 단근질을 할 때 사용된 연장이다. 특정한 모양을 가진 쇳덩어리로, 벌겋게 달아오르게 만든 뒤 물체나 가축에게 찍어 표시를 한다.

## 같이 보기
- 단근질
- 목장